# Eremobelba piffli
Eremobelba piffli är en kvalsterart som beskrevs av Sandór Mahunka 1985. Eremobelba piffli ingår i släktet Eremobelba och familjen Eremobelbidae. Inga underarter finns listade i Catalogue of Life.